# Кичиница
 Тази статия е за селото в Северна Македония.  За селото в България вижте Киченица.  
Кичиница или Киченица (на македонска литературна норма: Кичиница; на албански: Kiçinica) е село в Северна Македония, в община Маврово и Ростуше.

## География
Селото е разположено в областта Горна Река високо в северните поли на планината Чаушица над пролома на Мавровската река между Чаушица и Ничпурската планина.

## История
В XIX век Кичиница е православно албанско село в Реканска каза на Османската империя. Църквата „Свети Никола“ е от XIX век. В „Етнография на вилаетите Адрианопол, Монастир и Салоника“, издадена в Константинопол в 1878 година и отразяваща статистиката на населението от 1873 година, Киченица (Kitchinitza) е посочено като село с 30 домакинства, като жителите му са 86 албанци православни.
Според статистиката на Васил Кънчов („Македония. Етнография и статистика“) в 1900 година Киченица има 120 жители арнаути християни. Цялото население на селото говори добре и български, но домашният език е арнаутски.
На Етнографската карта на Битолския вилает на Картографския институт в София от 1901 година Кичиница е чисто албанско православно село в Реканската каза на Дебърския санджак с 21 къщи.
Албанците християни са привлечени от сръбската пропаганда. Според митрополит Поликарп Дебърски и Велешки в 1904 година в Киченица има 21 сръбски къщи. Според статистика на вестник „Дебърски глас“ в 1911 година в Кичиница има 18 албански патриаршистки къщи.
Според Георги Трайчев, през първата половина на ХХ век в Кичиница, както и в Сенце и Волковия, все още е имало възрастни християни, които са помнели и говорели български език.
По време на Втората световна война около тринадесет души от Кичиница, тогава анексирана от Албания, пресичат тогавашната демаркационна линия и бягат в части от Македония под българска администрация, предимно в Скопие.
Според преброяването от 2002 година селото е без жители.

## Личности
Родени в Кичиница
- Арсен Яневски (р. 1949), северномакедонски юрист
- Бранко Манойловски (р. 1941), северномакедонски политик
- Лазар Танашов (1837 - 1906), български екзархийски свещеник, деец на ранното Българско възраждане в Македония[източник? (Поискан преди 5 дни)]
- Методия Манойловски (р. 1947), северномакедонски историк